# Лоньи-Боньи
Лоньи́-Боньи́ (фр. Logny-Bogny) — коммуна во Франции, находится в регионе Шампань — Арденны. Департамент — Арденны. Входит в состав кантона Рюминьи. Округ коммуны — Шарлевиль-Мезьер.
Код INSEE коммуны — 08257.
Коммуна расположена приблизительно в 180 км к северо-востоку от Парижа, в 95 км севернее Шалон-ан-Шампани, в 23 км к западу от Шарлевиль-Мезьера.

## Население
Население коммуны на 2008 год составляло 183 человека.
| 1962 | 1968 | 1975 | 1982 | 1990 | 1999 | 2008 |
| ---- | ---- | ---- | ---- | ---- | ---- | ---- |
| 143  | 154  | 144  | 153  | 157  | 143  | 183  |

## Экономика
В 2007 году среди 109 человек в трудоспособном возрасте (15—64 лет) 85 были экономически активными, 24 — неактивными (показатель активности — 78,0 %, в 1999 году было 63,4 %). Из 85 активных работали 76 человек (42 мужчины и 34 женщины), безработных было 9 (4 мужчины и 5 женщин). Среди 24 неактивных 5 человек были учениками или студентами, 10 — пенсионерами, 9 были неактивными по другим причинам.

## Фотогалерея
- Въезд в Лоньи-Боньи
- Мэрия
- Памятник погибшим в Первой мировой войне
- Церковь Сен-Ремакль